# 도씨검

각종 청동검의 분포

도씨검(桃氏劍)은 고대 중국에서 제작된 청동검이다. 《주례》 〈고공기〉(考工記)에 기록된 도씨(桃氏)의 검에서 이름을 따왔는데, 이에 따르면 구리와 주석을 2대 1로 배합해 만들었다 한다. 한나라시대까지 제작되었고, 자루와 칼날이 일체형으로 되어 있으며, 자루 끝은 깔때기 모양이고, 손잡이는 마름모 형태이다. 그대로 들기 어려워 자루 부분에 밧줄을 감아 사용했다.
전북특별자치도 완주군 이서면 상림리에 위치한 상림리 유적에서는 1975년, 중국식 동검 A형(도씨검) 26자루가 칼끝이 동쪽을 향해 동서로 거의 수평으로 놓인 상태로 출토되었다. 이 동검은 현지 주민이 밭에서 묘목을 캐던 중 발견되었다.

## 같이 보기
- 비파형동검
- 세형동검